# Chlorid titanitý
Chlorid titanitý je chemická sloučenina s vzorcem TiCl3. Je to nejběžnější halogenid titanu, známy jsou čtyři polymorfní modifikace a také několik hydrátů. Využívá se jako katalyzátor při výrobě polyalkenů.

## Struktura
Titan v TiCl3 má v d orbitalech jeden elektron, což jej činí paramagnetickým. Roztoky mají fialovou barvu, která vzniká excitací d-elektronu.
Známe čtyři polymorfní formy TiCl3, všechny obsahují titan v oktaedrické koordinaci. Lze je rozlišit jak krystalograficky, tak i na základě jejich magnetických vlastností. β-TiCl3 vytváří hnědé jehlicovité krystaly, jeho struktura je tvořena oktaedry TiCl6, které jsou propojeny protějšími stěnami. Další tři polymorfy jsou fialové, označují se jako α, γ a δ. V α-TiCl3 jsou chloridy uspořádány do nejtěsnějšího hexagonálního uspořádání, v γ-TiCl3 jsou naopak chloridy uspořádány do nejtěsnějšího kubického uspořádání. δ-TiCl3 je přechodovým stavem mezi těmito dvěma polymorfy.
Z roztoku krystaluje jako hexahydrát, podobně jako u chloridu chromitého pozorujeme hydrátovou izomerii. Známe fialový izomer se strukturou [Ti(H2O)6]Cl3 a zelený [Ti(H2O)4Cl2]Cl·2H2O.

## Příprava a reakce
Zpravidla se připravuje redukcí chloridu titaničitého. Dříve se redukoval vodíkem:
2 TiCl4 + H2 → 2 HCl + 2 TiCl3
Nyní se využívá spíše redukce hliníkem, za vzniku aduktu 3TiCl3·AlCl3.
3 TiCl4 + Al → 3TiCl3·AlCl3
V této podobě se také komerčně prodává. Zahříváním s tetrahydrofuranem lze adukt převést na oktaedrický adukt TiCl3(THF)3.
Při teplotě 500 °C dochází k disproporcionaci, rovnováha reakce je posouvána oddestilováváním těkavého chloridu titaničitého:
2 TiCl3 → TiCl2 + TiCl4

## Využití
Chlorid titanitý je jedním z hlavních katalyzátorů Zieglerových–Nattových reakcí, odpovědných za většinu průmyslové produkce polyethylenu.